# Pons (editora)

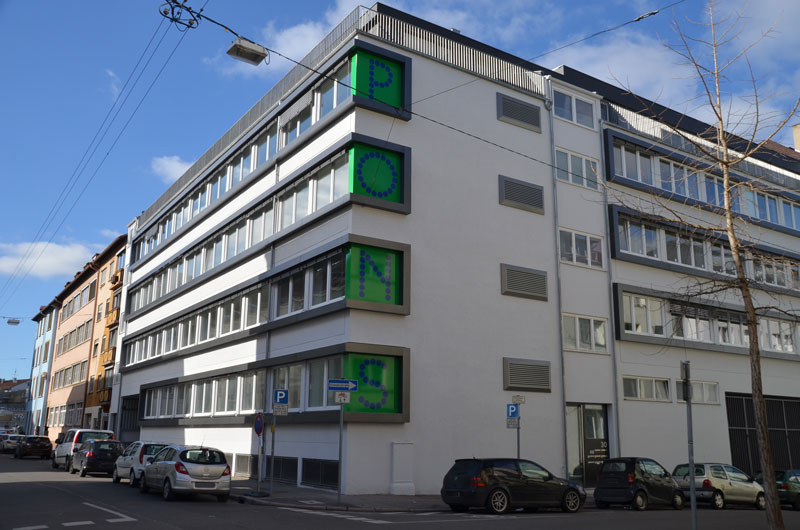
Localizada na Stöckachstraße 11, Stuttgart, a sede da PONS GmbH é um ponto importante da empresa

Pons é uma empresa alemã fabricante de produtos educacionais. Livros didáticos, dicionários, guias, ensino de idiomas, calendário, gramáticas, enciclopédias e mais. É uma das empresas que mais produz dicionários do português brasileiro para o alemão e vice-versa.

Links relacionados
Site da empresa em alemão 